# Gzy (gmina)
Pour les articles homonymes, voir Gzy.
Gzy est une gmina rurale (gmina wiejska) de la powiat de Pułtusk, dans la Voïvodie de Mazovie, dans le centre-est de la Pologne.
Son siège administratif (chef-lieu) est le village de Gzy, qui se situe environ 10 kilomètres au nord-ouest de Pułtusk (siège de la powiat) et 56 kilomètres au nord de Varsovie (capitale de la Pologne).
La gmina couvre une superficie de 104,44 km2 pour une population de 4 068 habitants en 2006.

## Histoire
De 1975 à 1998, la gmina est attachée administrativement à la voïvodie de Ciechanów.

Depuis 1999, elle fait partie de la voïvodie de Mazovie.

## Géographie
La gmina inclut les villages et localités de :

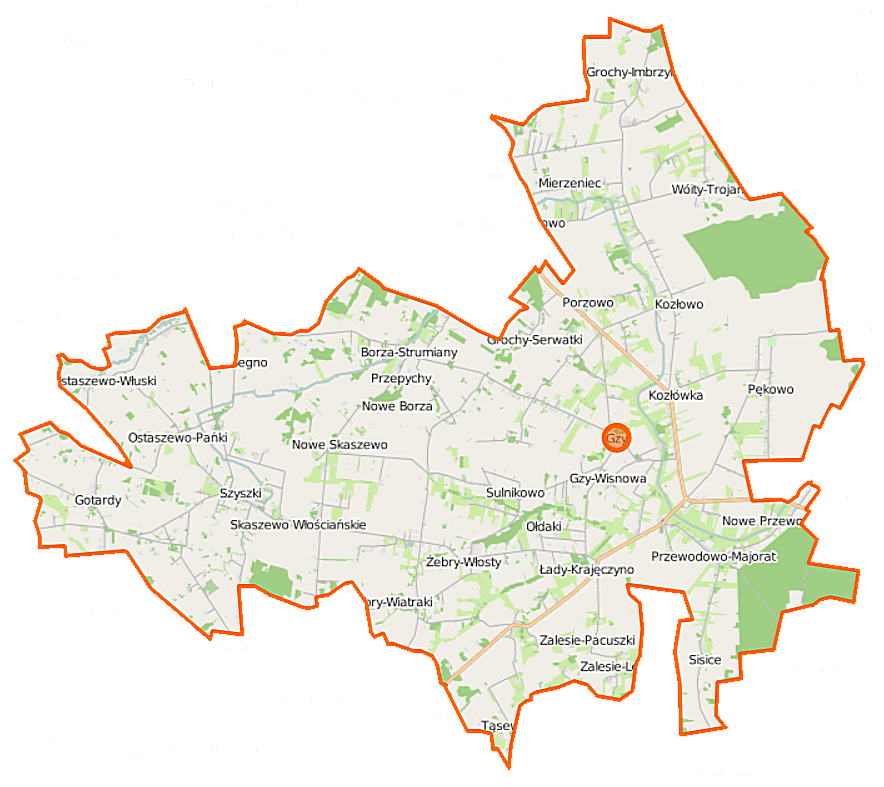
Plan de la gmina

- Begno
- Borza-Przechy
- Borza-Strumiany
- Dębiny
- Gotardy
- Grochy-Imbrzyki
- Grochy-Krupy
- Grochy-Serwatki
- Gzy
- Gzy-Wisnowa
- Kałęczyn
- Kęsy-Pańki
- Kęsy-Wypychy
- Kozłówka
- Kozłowo
- Łady-Krajęczyno
- Marcisze
- Mierzeniec
- Nowe Borza
- Nowe Przewodowo
- Nowe Skaszewo
- Ołdaki
- Ołdaki-Stefanowo
- Ostaszewo Wielkie
- Ostaszewo-Pańki
- Ostaszewo-Włuski
- Pękowo
- Porzowo
- Przewodowo Poduchowne
- Przewodowo-Majorat
- Przewodowo-Parcele
- Sisice
- Skaszewo Włościańskie
- Słończewo
- Stare Grochy
- Sulnikowo
- Szyszki Włościańskie
- Szyszki-Folwark
- Tąsewy
- Wójty-Trojany
- Wysocki
- Zalesie-Grzymały
- Zalesie-Lenki
- Zalesie-Pacuszki
- Żebry-Falbogi
- Żebry-Wiatraki
- Żebry-Włosty
- Żeromin Drugi

### Gminy voisines
La gmina de Gzy est voisine des gminy suivantes :
- Gołymin-Ośrodek
- Karniewo
- Pułtusk
- Sońsk
- Świercze
- Winnicay

## Structure du terrain
D'après les données de 2002, la superficie de la commune de Gzy est de 104,44 km2, répartis comme telle :
- terres agricoles : 88 %
- forêts : 7 %

La commune représente 12,6 % de la superficie du powiat.

## Démographie
Données du 30 juin 2004 :
| Description        | Total  | Total | Femmes | Femmes | Hommes | Hommes |
| ------------------ | ------ | ----- | ------ | ------ | ------ | ------ |
| Unité              | Nombre | %     | Nombre | %      | Nombre | %      |
| Population         | 4 110  | 100   | 2 022  | 49,2   | 2 088  | 50,8   |
| Densité (hab./km²) | 39,4   | 39,4  | 19,4   | 19,4   | 20     | 20     |